# Spiegel TV Digital
Spiegel TV Digital (eigene Schreibweise: SPIEGEL TV Digital) war ein deutscher Dokumentationssender. Gesendet wurde 24 Stunden am Tag.
Am 16. September 2011 wurde bekanntgegeben, dass Spiegel TV Wissen Spiegel TV Digital ersetzen wird. Der neue Sender wird sowohl in SD, als auch HD via Sky und die bekannten Verbreitungswege verbreitet.
Am 4. Oktober 2011 ersetzte Spiegel TV Wissen um 18:00 Uhr Spiegel TV Digital.

## Geschichte und Programm
Der Sender startete am 4. Dezember 2006 im Pay-TV-Paket von ish und iesy. Gezeigt wurden neben Dokumentationen und Reportagen aus Politik, Zeitgeschichte, Gesellschaft sowie Wissenschaft und Technik auch Magazine von Spiegel TV.
Spiegel TV Digital war über verschiedene Anbieter empfangbar: Unitymedia, Kabel Deutschland, Kabel Baden-Württemberg, T-Home, Alice DSL